# مي لانفانج
وُلدمي لانفانج في الثانى والعشرين من أكتوبر عام 1894 وتُوفي يوم 8 أغسطس عام 1961، اشتهر بعدة أسماء هي هيمينغ وشياو مينغ ولُقب ب تشوين تزاو شياو تشوين تزا،  يقع منزل عائلته بمقاطعة جيانغسو مدينة تايتشو، ينحدر لان فانغ من عائلة تضم فناني أوبرا بكين. وُلد مى لانفانغ في بكين في السنة العشرين من حكم الإمبراطور جوانجغسو في عهد أسرة تشينغ. وهو أيضاً من أبرز الفنانين الصينين في العصرالحديث، اشتهر بدور (دان) النسائى، بالإضافة لكونه عالم أوبرا صيني مشهور.

## السيرة الذاتية
وُلد مي لانفانج في منزل العائلة القديم ببكين بشارع الباب الخلفى -شارع تجارى مشهور-، حيث عاش الفترة الأكبر من حياته ببكين وخلال فترة الحرب الصينية اليابانية الثانية انتقل للعيش في شنغهاى وهونغ كونغ. يُعد جده مى تشاو لينغ ممثل الأوبرا المشهور الذي كان يقوم بدور تشينغ ىى والذي يجسد دور المرأة في أوبرا بكين وخوا دان وهو دور أوبرا صيني تقليدي يجسد دور النساء الشابات أو متوسطات العمر. وقد توفى والداه في سن صغيرة، بفضل عمه (مى يو تيان) بدأ لان فانغ بتعلم الأوبرا في سن ثمانى سنوات، فكان بمثابة مرافق له بأوبرا بكين. وقف على المسرح لأول مرة عام 1904 وقام بعدها ب 3 سنوات بعدة عروض فنية هم (شى ليان تشانغ بان 喜连成班 يى تشون شان 叶春善)، وقام عام 1931 بالانتقال لشنغهاى لعرض أداء 穆柯寨 مو كه تجاى، حيث نالت شنغهاى شهرتها الكبيرة بعدإقامة هذا العرض الفنى بها.
أثار ذهابه لليابان عام 1919 ضجة كبيرة، وعلق كثير من المشاهدين قائلين «فلتذهب باقى الأيادى للجحيم طالما لدينا هاتين اليدين» تعرف مى لانفانغ على تشى رو شان عام 1920. وبسبب زلزال كانتو الكبير الذي وقع في اليابان عام 1924 تمت دعوته إلى العمل مرة أخرى في اليابان، وخلال هذه الفترة أُصيب بلتهاب حاد في المعدة والأمعاء وكانت حياته معرضة للخطر. وعُلج على يد دكتور يابانى لكن هذا الطبيب لم يطلب منه مقابل مادى بل طلب منه فقط أن يعطيه زوج من أزرار أكمام كلويسوني، الطبيب لم يكلف، لم يطلب الطبيب منه مقابل مادى بل طلب زوج من أزرار أكمام كلويسوني.
ذهب إلى الولايات المتحدة في عام 1930 وقام ب 72 عرض فنى بعدة دول مختلفة مثل (أمريكا وسياتل وشيكاغو وواشنطن العاصمة ونيويورك وسان فرانسيسكو ولوس أنجلوس وسان دييغو وهونولولو وغيرها من الأماكن)، جلبت له هذه العروض الفنية شهرةً واسعةً، ثم بعد ذلك حصل مي لانفانج على درجة الدكتورالفخرية من كلية بومونا بأمريكا وجامعة كاليفورنيا الجنوبية. انتقل مي لانفانج إلى شنغهاي في عام 1932 ثم قام بزيارة الاتحاد السوفيتي في عام 1935. في عام 1938 قامت فرقة مي لان فانغ بتقديم عروض فنية في هونغ كونغ، وفي عام 1941 عادإلى شانغهاى لأسباب اقتصادية، حيث تمت دعوته ليقوم بأداء عروض فنية لكنه لم يلق لهم بالاً وقام بالانفصال عن القوات اليابانية، ولم يقم بأداءعروض فنية فبذلك تم قطع مصدر رزقه فقام بعد ذلك بالاعتماد على بيع الحفاظ على الحياة الأسرية والمسرح من خلال بيع مشغولات مرسومة يدوياًو لوحات مشغولة بفن الخط الصينى بجانب الكؤوس من أجل حماية أسرته، استسلمت اليابان في عام 1945 وعاد بعدها مي لان فانغ إلى المسرح في أكتوبر. وفي يوليو 1951انتقل مي لانفانج إلى بكين واستقر في شارع خو جوا سى رقم 1 الذي هو الآن (قاعة مي لانفانج التذكارية). في عام 1952 قام بعرض الأداءالثانى ب الاتحاد السوفياتي. جلبت له زيارته الثالثة لليابان عام 1956 مزيداً من الشهرة، انضم إلى الحزب الشيوعي الصيني عام 1959.قام بتنفيذ ما وعد به منذ ثلاثون عام، قام في عام 1960 بتصوير آخر فيلم له (游园惊梦). ثم عاد إلى بكين في الثامن من أغسطس عام 1961 بسبب مرضه.

## الإنجازات الفنية
عمل مي لانفانج مع كلا من Cheng Yan qiuوShang XiaoyunوXun Huisheng وإاندرجوا جميعاً تحت مسمى مشاهير أوبرا بكين الأربعة، مي لانفانغ هوالزعيم وأهم ممثلى أوبرا بكين، فمن خلال مهاراته الرائعة في ارتداء زى الملابس النسائية، عزز الدراما الشعبية الأصلية لأوبرا بكين، وقدَم العروض بحس غنائي عالي بالإضافة إلى أن جمال أزهار البرقوق لها سحر خلاَب طويل المدى مما يجعل الجمهور يتذوق المشاعر الجميلة التي تصدر من النساءالكلاسيكيات. استمع مي لانفانغ في صباه إلى نصيحة المعلم الصالح والصديق الوفى (كي روشان)، ورث الأسلوب الرائع والأنيق لأوبرا بكين، وقام بتعديلات تجاه عدم الأداءالعاطفي والروح التي كانت موجودة، ومزج الإيقاع بمزيد من المشاعر العاطفية في الأداء، بالإضافة إلى خلقه صورة فنية جميلة لا تُنسى، ولديه عدد كبير من الأعمال الفنية المتميزة.
قام أيضاً بتطوير وتحسين فنون الغناء وفنون أوبرا بكين وخلق أسلوب فريد من الفنون المسرحية يُسمى مدرسة مى. يُعتبر Mei Lanfang أكثر الشخصيات تمثيلاً في ذروة تاريخ أوبرا بكين الصيني وفترة الازدهار الثقافي بعد تأسيس جمهورية الصين في أواخر عهدأسرة تشينغ وجمهورية الصين خلال أكثر من 50 عامًا من مسيرته المهنية أنشأ العديد من الصور الفنية النسائية الجميلة، وجمع عددًا كبيرًامن المسرحيات البارزة، وطوّر فنون الأداء في أوبرا بكين. ابنه الأصغر مي لونغ هو سليل مشهور في مدرسة مي الحالية.
قدمت مي لانفانغ مساهمات بارزة في تعزيز التبادل الثقافي بين الشرق والغرب، كما أنه رائد في هذا داخل خارج بكين، ويُعرف السيد مي لانفانغ بقدرته الفائقة على تجسيد الأدوار.
تصغير|تمثال من المتحف التذكارى ل مى لانفانغ ببكين

## فهرس لأهم الأعمال على طراز (مدرسة مي)
yang tai zhen waizhuan (يانغ تاى تجين واى تجوان)
yu zhou feng (يو تجو فانغ)
sheng si hen (شانغ سى خان)
lian jin feng (ليانغ جين فانغ)
mu gui ying gua shuai (مو جوى ينغ جوا شواى)
تهانينا على الأداءالرائع لكل من (Xu Lan zhen و Jiang Feng shan و Geng Jin qun) فــأولهم على الموسيقى الرائعة وثانيهم على العزف المتميز وثالثهم على الإيقاع وذلك بمناسبة الذكرى العاشرة على تأسيس جمهورية الصين الشعبية.
دور مي لانفانج الرئيسى بأوبرا بكين والأفلام التي تقوم على أوبرا كون تشى (kun qu)الدرامية.

### تايوان
- (chun xiang nao xue (1920
- (tian nu san hua (1920
- (sheng si hen (1948 فريق العمل (منسق المشاهد wang xie yuan وإخراج fu mu)

### الصين
- لوا شن للمخرج Wu Zu guang، وتم إطلاقه عام 1955
- المسرح الفنى الخاص ب مي لانفانج يضم ما تم إنتاجه عام 1955 مثل (guijizuijiu,baishechuan، duan qiao, yuzhoufeng , wangbieji) أربع مسرحيات أخرجها Wu Zuguang الأوبرا الدرامية Kunqu، بالإضافة إلى أعمالها الفنية وتحوى أيضاً فيلماً وثائقياً عن حياته
- «أحلام مذهلة في الحديقة» الذي تم إطلاقه عام 1960، ويستخدم أوبرا Kunqu الدرامية وهو عمل من إخراج شو وي)

### بريطانيا
- (shanguanfuren) الذي تم تصويره في بكين عام 1923

### هونغ كونغ
- (xi shi.yu wu,shuang wang bie ji.jian wu,shang yuan fu ren.fu chen wu,daiyu zang hua) تم تصويرهم في بكين عام 1924

### اليابان
```
* hong ni guan.dui qiang تم إطلاقه عام 1924
* ci bang wu.lian jin feng تم إطلاقه عام 1924
* وقامت شركة (dong bao) الموجودة بالعاصمة اليابانية 
طوكيو
 بتصوير فيلمان.
```

### أمريكا
- قامت شركة باراماونت بيكتشرز بتصوير (fei zhen e ci hu) في نيويورك عام 1930.

### الاتحاد السوفيتى
- قام المخرج سيرجي آيزنشتاين بإخراج هذا العمل (hong ni mian) عام 1935

## طلابه
تشانغ يان تشيوو تشانغ جيو تشيو ووى ليان فانغ وجانغ إيه يون ولى شى فانغ وماو شى لاى وليو يوان تونغ ولى يو فو وو يان خوى تجوو جو جانغ تشيو وتشين يونغ لينغو تشين خوى فن ويانغ رونغ خوانو دو جون فانغ ويامغ تشيو لينغ وجوان شو شوانغ وخو تشجى فانغ ولى لى وأكثر من مئة طالب آخر.

## الحياة الشخصية
```
في عام 1910 تزوج مي لانفانغ من 
وانغ مينغ خوا
 والتي تنحدر أيضاً من عائلة تضم فنانى أوبرا بكين. وبعد الزواج أنجبت وانغ مينغ هوا توأماً صبى وفتاة، ثم أجرت عملية للتحكم في النسل، ثم بعدذلك مات الطفلان، وفي الوقت ذاته كانت وانغ مينغ خوا في حالة صحية سيئة وذهبت للعلاج في تيانجين. في عام 1921 تزوج هو من 
فو تشي فانغ
 وهي فنانة مشهورة ورثت 
دور دان
 عن أجداداها بأوبرا بكين في العادات الشعبية. أنجبا تسعة أطفال، ولكن أربعة منهم على قيد الحياة وهم (
مى باو شن
 
وماى باو تشن
 
وومي باى يو
 
ومي باو جيو
).
```

ثم قام 1952 بالوقوع في غرام فنانة أوبرا بكين الشهيرة منغ سياو دونغ وقام بالزواج منها عام 1927، وتزوجا حسب التقويم القمرى في الرابع من ديسمبر، لم يعترف أحد بهذا الزواج خاصة زوجته فو تشى فانغ، انفصل عن منغ سياو دونغ في يوليو من عام 1931، قامت هي بعدها بنشر في جريدة 大公报 بتيانجتين أسباب الانفصال وأعلنت انفصال عائلتها عن عائلة مي لانفانج. قام مي لانفانج بالغناء مع مى باى يو، قام مى باو جيو باستكمال مسيرة مي لانفانج بالعمل في فن أوبرا مى باى.
[[FileMei Lanfang Family portrait.jpg|thumb| صورة لعائلة مي لانفانج في الأربعينات
الصف الأمامى من اليسار لليمينمى باو مينغ、فو تشى فانغ、مى باو جيو、مي لانفانج
الصف الخلفى من اليسار كالآتىمى شاو وو、مى باو شن

## العائلة
الزوجة الأولى وانغ مينغ خوا
الولد الأول مى دا يونغ
البنت الأولى
الزوجة الثانية فو تجى فانغ
الابن الأول
الابن الثانى
الابن الثالث
الابن الرابع
الابن الثانى
الابن الثالث
الابن الرابع
الابن الخامس

## شجرة العائلة
|            |            |            |            |            |            |  |  | وانغ مين خوا | وانغ مين خوا | وانغ مين خوا | وانغ مين خوا | وانغ مين خوا | وانغ مين خوا |  |  | {{{FZF}}} | {{{FZF}}} | {{{FZF}}} | {{{FZF}}} | {{{FZF}}} | {{{FZF}}} |  |  | منغ سياو دونغ | منغ سياو دونغ | منغ سياو دونغ | منغ سياو دونغ | منغ سياو دونغ | منغ سياو دونغ |  |  |            |            |            |            |            |            |  |  |           |           |           |           |           |           |  |  |             |             |             |             |             |             |  |  |           |           |           |           |           |           |  |  |            |            |            |            |            |            |  |  |            |            |            |            |            |            |  |  |  |  |  |  |  |  |  |  |
|            |            |            |            |            |            |  |  | وانغ مين خوا | وانغ مين خوا | وانغ مين خوا | وانغ مين خوا | وانغ مين خوا | وانغ مين خوا |  |  | {{{FZF}}} | {{{FZF}}} | {{{FZF}}} | {{{FZF}}} | {{{FZF}}} | {{{FZF}}} |  |  | منغ سياو دونغ | منغ سياو دونغ | منغ سياو دونغ | منغ سياو دونغ | منغ سياو دونغ | منغ سياو دونغ |  |  |            |            |            |            |            |            |  |  |           |           |           |           |           |           |  |  |             |             |             |             |             |             |  |  |           |           |           |           |           |           |  |  |            |            |            |            |            |            |  |  |            |            |            |            |            |            |  |  |  |  |  |  |  |  |  |  |
|            |            |            |            |            |            |  |  |              |              |              |              |              |              |  |  |           |           |           |           |           |           |  |  |               |               |               |               |               |               |  |  |            |            |            |            |            |            |  |  |           |           |           |           |           |           |  |  |             |             |             |             |             |             |  |  |           |           |           |           |           |           |  |  |            |            |            |            |            |            |  |  |            |            |            |            |            |            |  |  |  |  |  |  |  |  |  |  |
|            |            |            |            |            |            |  |  |              |              |              |              |              |              |  |  |           |           |           |           |           |           |  |  |               |               |               |               |               |               |  |  |            |            |            |            |            |            |  |  |           |           |           |           |           |           |  |  |             |             |             |             |             |             |  |  |           |           |           |           |           |           |  |  |            |            |            |            |            |            |  |  |            |            |            |            |            |            |  |  |  |  |  |  |  |  |  |  |
| مى دا يونغ | مى دا يونغ | مى دا يونغ | مى دا يونغ | مى دا يونغ | مى دا يونغ |  |  | مى وو شى     | مى وو شى     | مى وو شى     | مى وو شى     | مى وو شى     | مى وو شى     |  |  | مى دا باو | مى دا باو | مى دا باو | مى دا باو | مى دا باو | مى دا باو |  |  | （待考证）    | （待考证）    | （待考证）    | （待考证）    | （待考证）    | （待考证）    |  |  | مى باو تشى | مى باو تشى | مى باو تشى | مى باو تشى | مى باو تشى | مى باو تشى |  |  | مى باو شن | مى باو شن | مى باو شن | مى باو شن | مى باو شن | مى باو شن |  |  | مى باو تشجن | مى باو تشجن | مى باو تشجن | مى باو تشجن | مى باو تشجن | مى باو تشجن |  |  | {{{WMB}}} | {{{WMB}}} | {{{WMB}}} | {{{WMB}}} | {{{WMB}}} | {{{WMB}}} |  |  | مى باو يوى | مى باو يوى | مى باو يوى | مى باو يوى | مى باو يوى | مى باو يوى |  |  | （待考证） | （待考证） | （待考证） | （待考证） | （待考证） | （待考证） |  |  |  |  |  |  |  |  |  |  |

## الأعمال التي تتناول حياته
قبل موته
صُور الفيلم السينمائي «المنصة الفنية ل مي لانفانج» ببكين عامم 1955، أخرجه (وو تسوغوانغ) ويُعد أول فيلم وثائق يحكى حياة مي لانفانغ الفنية، أصطحب الفيلم أوركسترا الفنان وانغ زينيا.
بعد موته
- في عام 2000 الفيلم الوثائقي «عالم مي لانفانغ»، من إخراج تشن مى جون.
- في عام 2004 عُرضت 10 حلقات من الفيلم الوثائقي التلفزيوني «مى لانفانغ» وغيره.
- في عام 2006تم تصوير الفيلم الوثائقي «مى لانفانغ»، من قِبل استوديو سينمائي مركزي للأخبار.
- في عام 2008 تم تصوير فيلم «مى لانفانغ» والذي أخرجه (تشين كى)، وهو فيلم من عمل (مى شاو وو) ابن (مى شاو فانغ).

## انظر ايضاً
محل إقامة مى لانفانغ
محل إقامة مى لانفانغ ببكين
المتحف التذكارى الخاص به

## وصلات خارجية
- مي لانفانج على موقع IMDb (الإنجليزية)
- مي لانفانج على موقع الموسوعة البريطانية (الإنجليزية)
- مي لانفانج على موقع ميوزك برينز (الإنجليزية)
- مي لانفانج على موقع قاعدة بيانات الفيلم (الإنجليزية)